# 町田市立陸上競技場
町田市立陸上競技場（まちだしりつりくじょうきょうぎじょう）は、東京都町田市野津田町の町田市立野津田公園内にある陸上競技場兼球技場。施設は町田市が所有し、日本体育施設株式会社と一般財団法人町田市スポーツ協会と株式会社ゼルビアと株式会社ギオンの共同事業体である「スポーツパークパートナーズまちだ」が指定管理者として運営管理を行っている（後述）。
日本プロサッカーリーグ（Jリーグ）・FC町田ゼルビアがホームスタジアムとして使用している。
2020年1月1日から株式会社ギオンがネーミングライツを取得しており「町田GIONスタジアム」（まちだギオンスタジアム、略称「Gスタ」）の呼称を用いている（後述）。
一方で、競技場は最寄駅から徒歩60分の丘陵地帯に所在するため、FC町田ゼルビアでは「天空の城 野津田」としてブランディングし、ホームゲーム開催時にはロールプレイングゲームの舞台のように演出して、ホームゲーム宣伝ポスターなどでは会場名とし「天空の城 野津田（町田GIONスタジアム）」として表記に用いられることが多い。

## 概要
町田市の市制施行30周年記念による三大スポーツ施設建設事業（町田市立室内プール、町田市立陸上競技場、町田市立総合体育館）の一つとして計画され、1988年に着工し、1990年10月7日にオープンした。400メートル・8コースのウレタン系全天候舗装トラック（エンボス仕上げ）と天然芝のインフィールド（7,650平方メートル） を備えた日本陸上競技連盟第3種公認の陸上競技場である。
サッカー、特にFC町田ゼルビアのホームグラウンドとしての利用が主となっているが、町田市に練習グラウンドを置くラグビーチームである横浜キヤノンイーグルス（トップリーグ所属）も2021年まで公式戦の試合会場として度々使用していた。
メインスタンドは2012年の改築工事（後述）で建設された、鉄筋コンクリート造6階建（観客席2,632席）。バックスタンドは2021年の改築工事（後述）で建設された、鉄筋コンクリート造一部鉄骨造3階建（観客席4,717席）。サイドスタンドは合計8,140席あり、収容人員は15,489人。Jリーグ開催時の収容可能人員は15,320人。これまでの入場最多記録は、2025年6月21日開催のJ1リーグ第21節・FC町田ゼルビア対鹿島アントラーズの13,828人である。

## サッカースタジアムとしての利用

### 開設当初
町田市立陸上競技場（以下『野津田競技場』と記す。）開設当初は、東京ガスサッカー部（現：FC東京）がジャパンフットボールリーグ（旧JFL）時代に準本拠地として使用し、国士舘大学サッカー部も試合を開催していた。1990年のオープン当日には日本サッカーリーグ（JSL）公式戦として、読売クラブ（現：東京ヴェルディ1969）対日本ユース代表の試合が行われたほか、1996年の第5回ジャパンフットボールリーグでは、コンサドーレ札幌がコスモ石油四日市FCとの主管試合をここで行ったことがある。
また、1993年のJリーグ発足に当たり、日本サッカーリーグ（JSL）・全日空横浜サッカークラブが町田市をホームタウン、野津田競技場を本拠地としてJリーグに参入する事を目指した時期がある。この交渉は実らず、全日空横浜は横浜フリューゲルスとして神奈川県横浜市をホームタウンとし、横浜市三ツ沢公園球技場（現・ニッパツ三ツ沢球技場）を本拠地としてJリーグに参加した。
Jリーグ公式戦が初めて行われたのは2001年11月10日のことで、J2リーグ第43節の川崎フロンターレ対アルビレックス新潟が野津田競技場で行われた。これは、翌年の2002 FIFAワールドカップに向け、フロンターレの本拠地である等々力陸上競技場が長期改修に入っていた為の特例的処置だった。

### 指定管理者制度の導入（2006年 - ）
2006年4月より町田市による指定管理者制度の導入により、町田市スポーツ振興公社（旧・町田市施設管理公社）が指定管理者となった。当初は野津田競技場単体で指定管理者制度が導入されたが、2009年4月からは野津田公園全体に運営管理の範囲が拡大され、日本体育施設株式会社を加えた共同事業体「スポーツパークパートナーズまちだ」が指定管理者となった。しかし、2010年3月31日に町田市スポーツ振興公社が解散したため、2014年3月まで共同事業体の構成団体が日本体育施設株式会社のみとなったが、同年4月からは一般財団法人町田市体育協会（現・一般財団法人町田市スポーツ協会）が構成団体に加わった。2024年4月からは野津田公園外11施設に運営管理の範囲が拡大され、株式会社ゼルビアと株式会社ギオンが構成団体に加わった。共同事業体の代表団体は2009年度より一貫して日本体育施設株式会社である。指定管理者は2009年度以降は5年ごとに公募が実施される。
| 指定期間                                    | 指定管理者                                    | 構成団体                                                                                        |
| ------------------------------------------- | --------------------------------------------- | ----------------------------------------------------------------------------------------------- |
| 2006年4月1日 ｜ 2009年3月31日 (3年間)       | 町田市スポーツ振興公社                        | 町田市スポーツ振興公社                                                                          |
| 2009年4月1日 ｜ 2014年3月31日 (5年間)       | スポーツパークパートナーズまちだ (共同事業体) | 日本体育施設株式会社（代表団体） 町田市スポーツ振興公社（2010年3月31日まで）                    |
| 2014年4月1日 ｜ 2019年3月31日 (5年間)       | スポーツパークパートナーズまちだ (共同事業体) | 日本体育施設株式会社（代表団体） 一般財団法人町田市体育協会                                     |
| 2019年4月1日 ｜ 2024年3月31日 (5年間)       | スポーツパークパートナーズまちだ (共同事業体) | 日本体育施設株式会社（代表団体） 一般財団法人町田市体育協会                                     |
| 2024年4月1日 ｜ 2029年3月31日 (5年間・予定) | スポーツパークパートナーズまちだ (共同事業体) | 日本体育施設株式会社（代表団体） 一般財団法人町田市スポーツ協会 株式会社ゼルビア 株式会社ギオン |

### 第1次大規模改修（2009年 - 2013年）
「FC町田」のトップチームとして1989年に誕生した「FC町田ゼルビア」（以下『ゼルビア』と記す。）は2007年に関東サッカーリーグ1部を昇格1年目で初制覇したのを契機に本格的にJリーグ参入を目指すが、当時の野津田競技場はメインスタンドのみ座席で、バック・サイドスタンドは芝生席という、収容人員数6,000人ほどの小規模なスタジアムであり、Jリーグの基準に照らして大規模な改修・増築が必要だった。そこで町田市は2009年から、ゼルビアのJリーグ参入並びに2013年に予定されていた第68回国民体育大会（スポーツ祭東京2013）のサッカー競技実施を念頭に野津田競技場の改修工事に着手する。
当初の計画では、2009年時点でのJリーグ基準に基づき、芝生席であったバックスタンドを鉄骨製の仮設座席（リースにて9,000席を確保）にし、ナイター照明設備（高さ43.4m・1500Lx✕4基）を新設するなどの簡易改修を実施する計画であった が、平均入場者数が基準に満たないこと、スタジアムの確保が間に合わないことなどを理由にゼルビアが2010年度のJリーグ入会に向けた本申請を断念した ことなどを踏まえ、2010年7月までに設計を行い、バックスタンドは当初の仮設座席からコンクリート製スタンド新設による全面改修に変更、さらに当初予算で計上されていたナイター照明設備を新設する工事に着手した。しかし、2010年8月31日、Jリーグはこの設計が“2009年度の”Jリーグ基準準拠であったのに対し、2010年度の新たなJリーグ基準では、更衣室などの設備の面積や収容人数が明示されている点などの変更点があることを踏まえて「ホームスタジアムは、現在計画されている改修工事を経てもJリーグ基準を満たすことができないと判断される」という審査結果をゼルビアに通知した。この年、ゼルビアのJFL最終順位は2位となり、成績面でのJ2参入条件は満たしたものの、このスタジアム要件の欠格が理由となってJ2参入は見送られた。町田市では、メインスタンドの全面改修計画を立ててこれに対処する方針とし、2013年2月末までの完成を目指すとした。
翌2011年のゼルビアの参入予備審査において、町田市長の石阪丈一が改修工事の完成予定を前倒し、2012年11月の完成を目指すことを表明する一方で、Jリーグ側からは「ホーム競技場を改修する間の代替地を含む来季の競技場確保」と「経営の健全化」の2点を求められた ことを踏まえて対応策を検討。メインスタンド改修中に試合が開催できるよう、2011年のオフシーズンにメインスタンドの前方（フィールド寄り）に鉄骨造り5階建て・延べ床面積1248.52平方メートル、総工費2億1千万円の「メディアセンター」を建築し、この中にJリーグ基準で求められる諸室（ロッカールーム、記者会見室、記者室、カメラマン室など）を設置することでJリーグの承認を得た。その後、メインスタンドの建設に加え、シーズンオフに「メディアセンター」の撤去と陸上トラックの張り替えが行われ、2013年シーズン開幕までに改修工事が完了した。2013年度には既存芝を活用したスポーツターフ（天然芝鋪装）のリニューアル工事（インフィールド芝改修工事）も終え、予定通りスポーツ祭東京2013（成年男子サッカー）が2013年9月に開催された。このインフィールド芝改修工事は同年の第30回都市公園コンクール「材料・工法・施設部門」で、全面改修に匹敵するような品質面の効果を確保したことなどが評価され、最高賞の国土交通大臣賞を受賞している。

### 第2次大規模改修（2017年 - 2024年）
大型映像装置整備（2017年 - 2018年）
全面改修後も、スタジアム内の電光掲示板は動画再生不可能な電球式であったが、2016年のゼルビアJ2再昇格を機に2018年までを目処にこれを大型映像装置に更新する予定とし、町田市議会の2017年6月定例会において東芝・近藤電気特定建設工事共同企業体が映像装置整備工事を請け負うことが公表された。2018年3月4日のJ2リーグ第2節・大宮アルディージャ戦において除幕式が行われ、東芝インフラシステムズ製の高輝度フルカラーLED方式の756インチ大型映像装置が完成導入された。この更新事業の事業費の一部にはふるさと納税制度による寄付金が充当された。
バックスタンド整備による観客席増設（2018年 - 2021年）
一方、2018年時点の施設ではJリーグクラブライセンス制度におけるスタジアム基準に照らして、収容人員等においてJ2基準相当の規格しか満たしていないことから、石阪町田市長は野津田競技場の増築を検討。2018年10月、町田市は2021年2月からの使用を目指す、J1スタジアム基準を満たす改修計画を発表した。バックスタンドを鉄筋コンクリート造（一部鉄骨造）3階建て屋根付き構造に改築し、収容人員数を5,000席程度増設するというもので、2018年度から2019年度にかけて実施設計を行い、設計は野津田競技場の将来構想策定業務を策定した梓設計が受託した。2019年度には条件付一般競争入札で西武建設と観客席増設工事請負契約を締結し、2021年5月にバックスタンドが完成。同月16日のJ2リーグ第14節・アルビレックス新潟戦より使用を開始した。
なお、ゼルビアは2019年9月に、上記の改修計画が承認されたことを受けて、Jリーグより2020年度のJ1ライセンスを承認された。2019年度（2018年申請）までの規定では「最初にJ1に昇格するシーズンの開幕までに15,000人以上収容できるスタンドを完成させること」が昇格条件であり、2018年J2では4位でJ1参入プレーオフ出場となる順位を充足しながら左記規定を充足できないためJ2ライセンスまでにとどまっていた が、2018年11月の規約改正により2020年度（2019年申請）のライセンスから、「既存スタジアムをホームスタジアムとして使う場合は、最初に上位ライセンスを取得して3年以内に改修・改築して上位ライセンス基準を充足すること（例外規定1）」を申請し、Jリーグから承認を得られれば、上位ライセンスを発給できるように改正されたことによる。
ナイター照明設備の更新（2023年 - 2024年）
これまで使用してきたナイター照明の水銀灯が全国的に製造終了し始め、LEDへの切り替えが必要となったことから、2022年度及び2023年度には照明改修費用に活用する目的でふるさと納税で寄付募集が実施された。2023年10月定例会でリーテック・昌電舍特定建設工事共同企業体がナイター照明設備改修工事請負契約を請け負うことが公表され、2024年のシーズン開幕までにグラウンド照明のLED化が先行して完了した。その後、シーズン開幕後にメインスタンド及びバックスタンドの演出用カラーLEDの照明改修工事が進められ、シーズン途中より使用を開始した。

## 施設命名権
2019年10月23日、神奈川県相模原市に本社を置く総合物流企業のギオンと命名権契約を結んだことを発表し、2020年1月1日から2026年12月31日の7年間、「町田GIONスタジアム」と名称することが決まった。契約金額は当初、年間1700万円（消費税別）だったが、ホームスタジアムとして使用するFC町田ゼルビアのJ1リーグ昇格に伴い、昇格初年の2024年から年間3000万円（消費税別）に増額されている。なお、AFCチャンピオンズリーグエリートなど、クリーンスタジアム規定により命名権の使用が認められない大会を行う場合では正式名称である「町田市立陸上競技場」をスタジアム名として用いた
なお、株式会社ギオンは、SC相模原の本拠地である相模原麻溝公園競技場の命名権も取得（「相模原ギオンスタジアム」）している関係で、混乱防止のため社名の箇所はローマ字にしている。
2023年4月に株式会社ギオンは、近隣の小野路球場と小野路グラウンドのネーミングライツも取得しており、こちらも町田GIONスタジアムのローマ字表記にあわせて「小野路GIONベースボールパーク」と「小野路GIONグラウンド」に愛称が決定している。

## 主な使用例
- FC町田ゼルビアの試合（サッカー）
  - 国際親善試合スタッド・ランス戦（2024年）
- 横浜キヤノンイーグルスの試合（ラグビー）
- 大学・高校等の各陸上競技
- 市民マラソン等の市主催関連催事等
- 町田市指定暑熱避難施設（クーリングシェルター）
- 町田市指定災害時避難施設（大地震、風水害時）
- 災害時ヘリコプター緊急離着陸場[42]

## アクセス

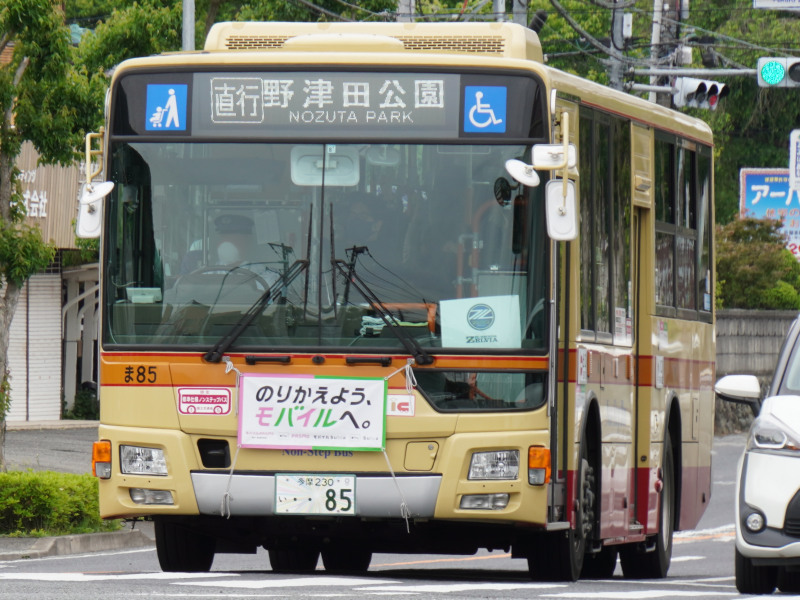
野津田公園行きの臨時直行バス

- 小田急小田原線 鶴川駅、JR横浜線・小田急線 町田駅（町田バスセンター）、小田急多摩線・京王相模原線・多摩都市モノレール線 多摩センター駅、JR横浜線 淵野辺駅からそれぞれ神奈川中央交通バスで「野津田車庫」「野津田高校入口」「新屋敷」「サンシティ町田」下車徒歩10分[43][44]
  - 一般路線バスの場合、降車場所は乗車場所と系統によって異なる。スタジアム公式サイト[43] およびFC町田ゼルビア公式サイト[44] を参照のこと。
  - FC町田ゼルビアホームゲーム開催時には鶴川駅よりスタジアム前（野津田公園バス停）まで直行バスが、多摩センター駅・淵野辺駅・町田駅・南町田グランベリーパーク駅よりスタジアム前まで無料シャトルバスがそれぞれ運行される[44]。

## ギャラリー

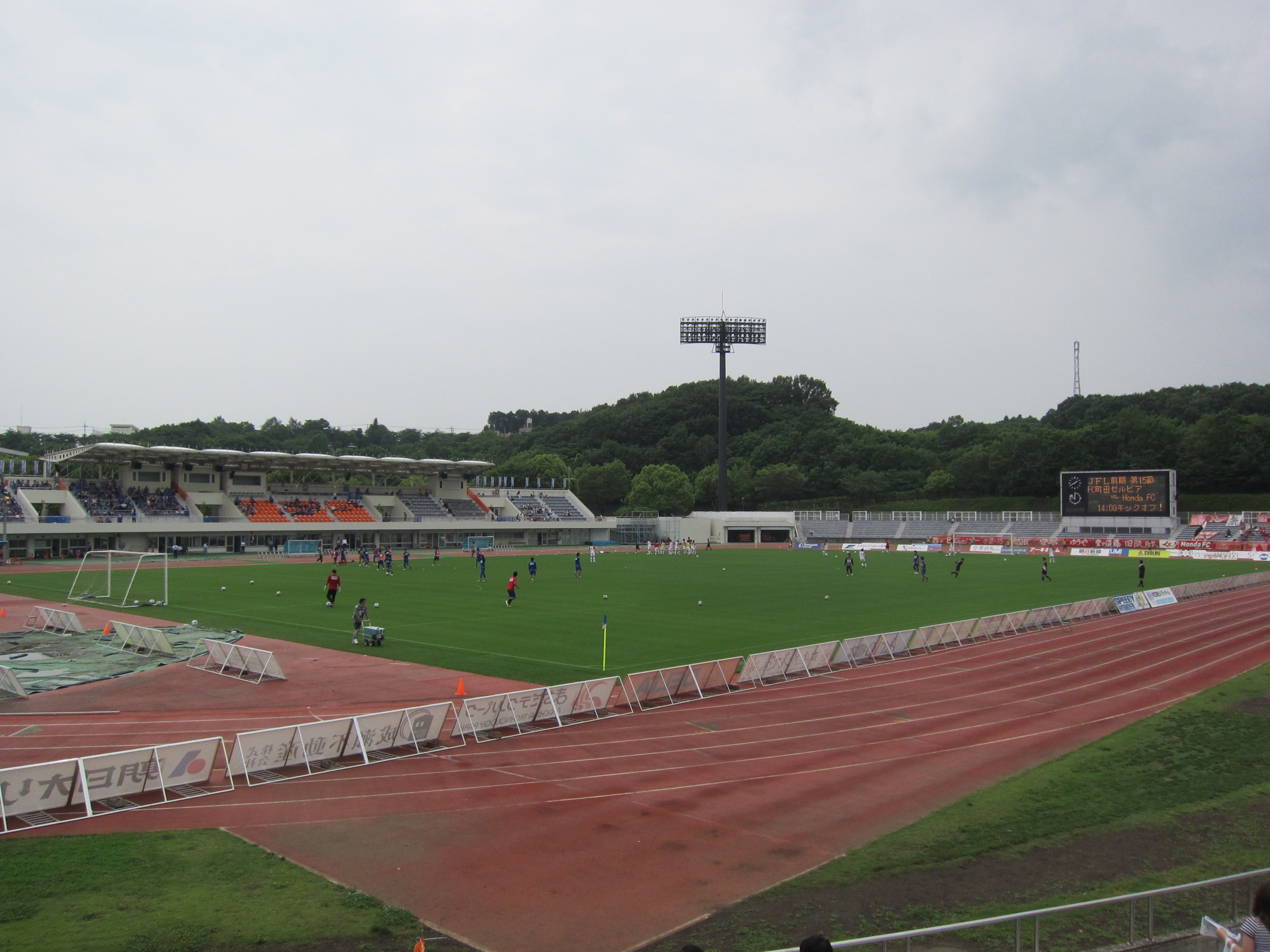
メインスタンド（改修前）
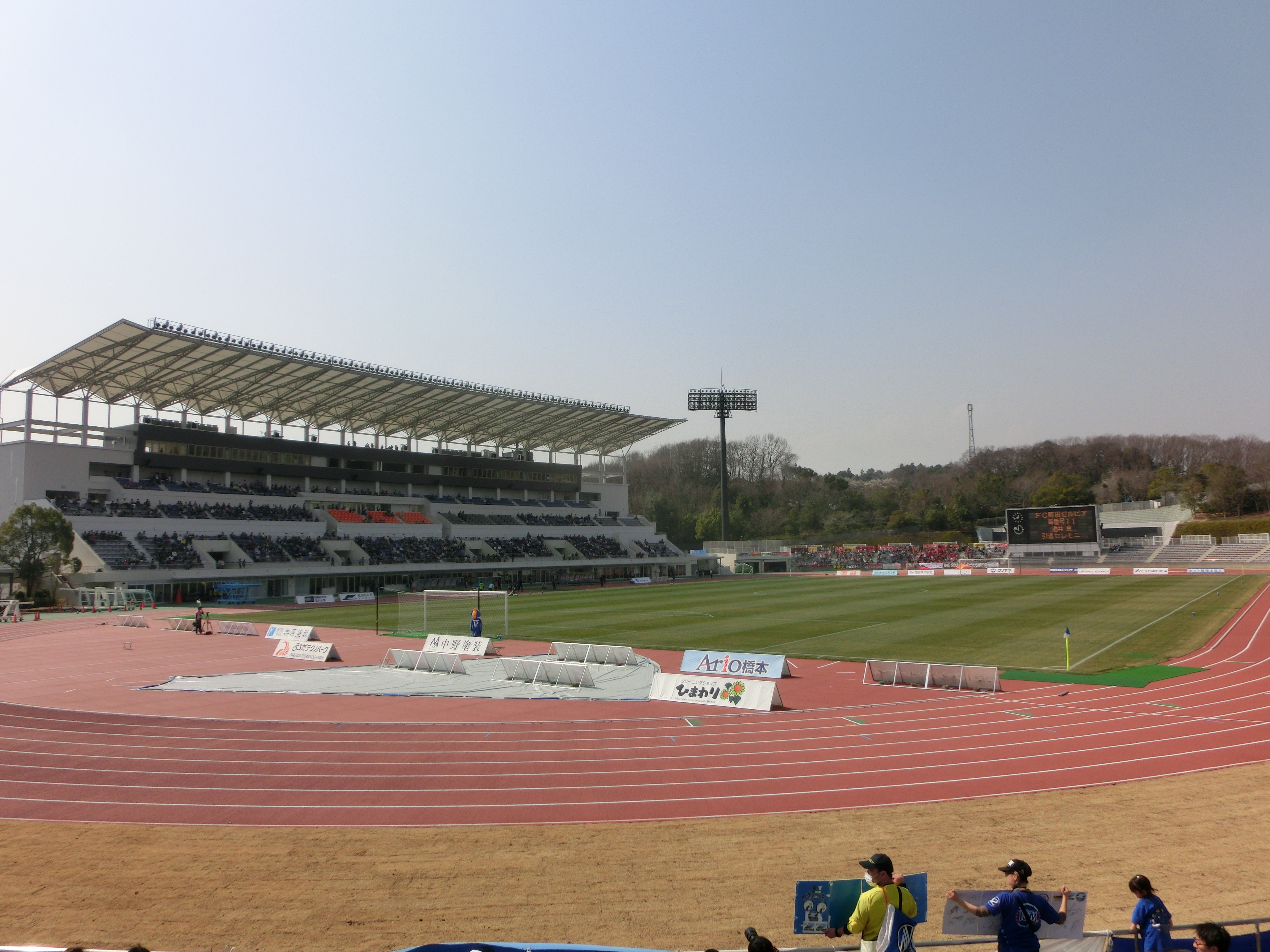
メインスタンド（改修後）
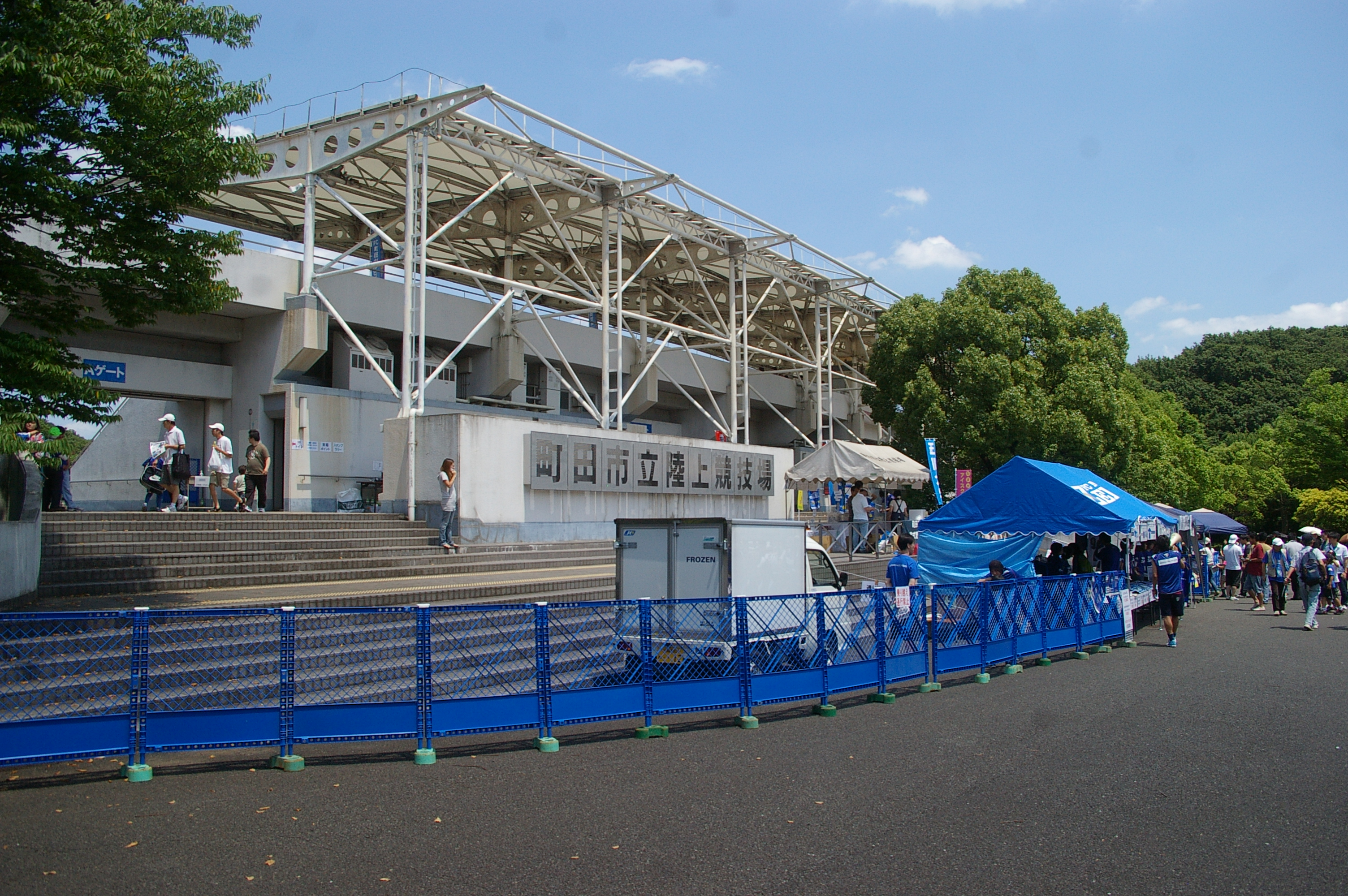
メインスタンド外観（改修前）
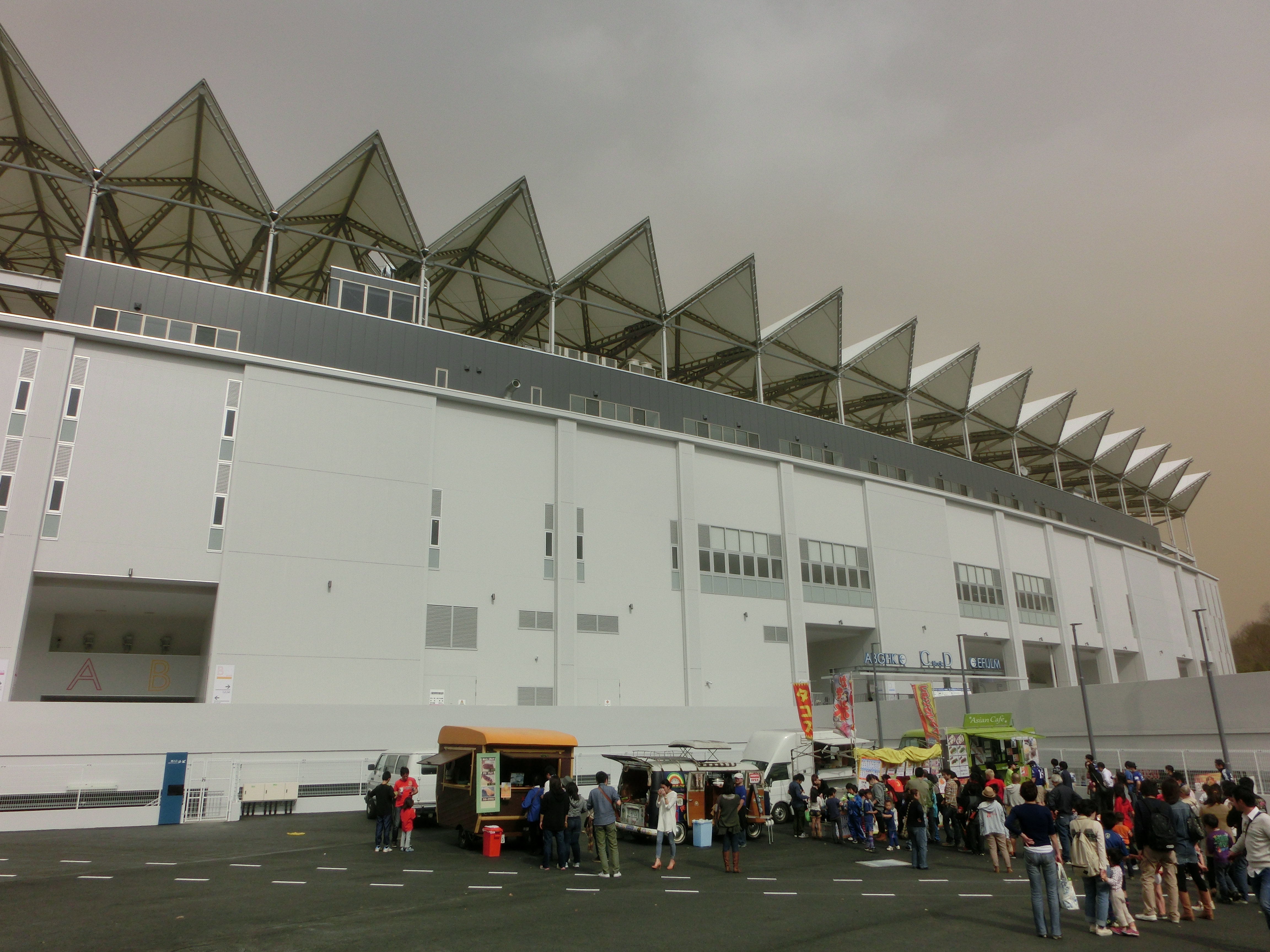
メインスタンド外観（改修後）
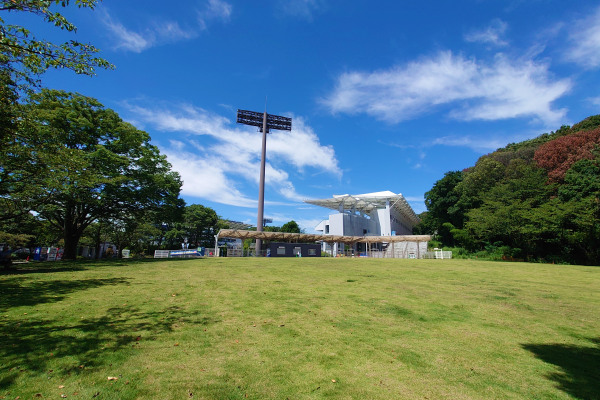
バックスタンド外観
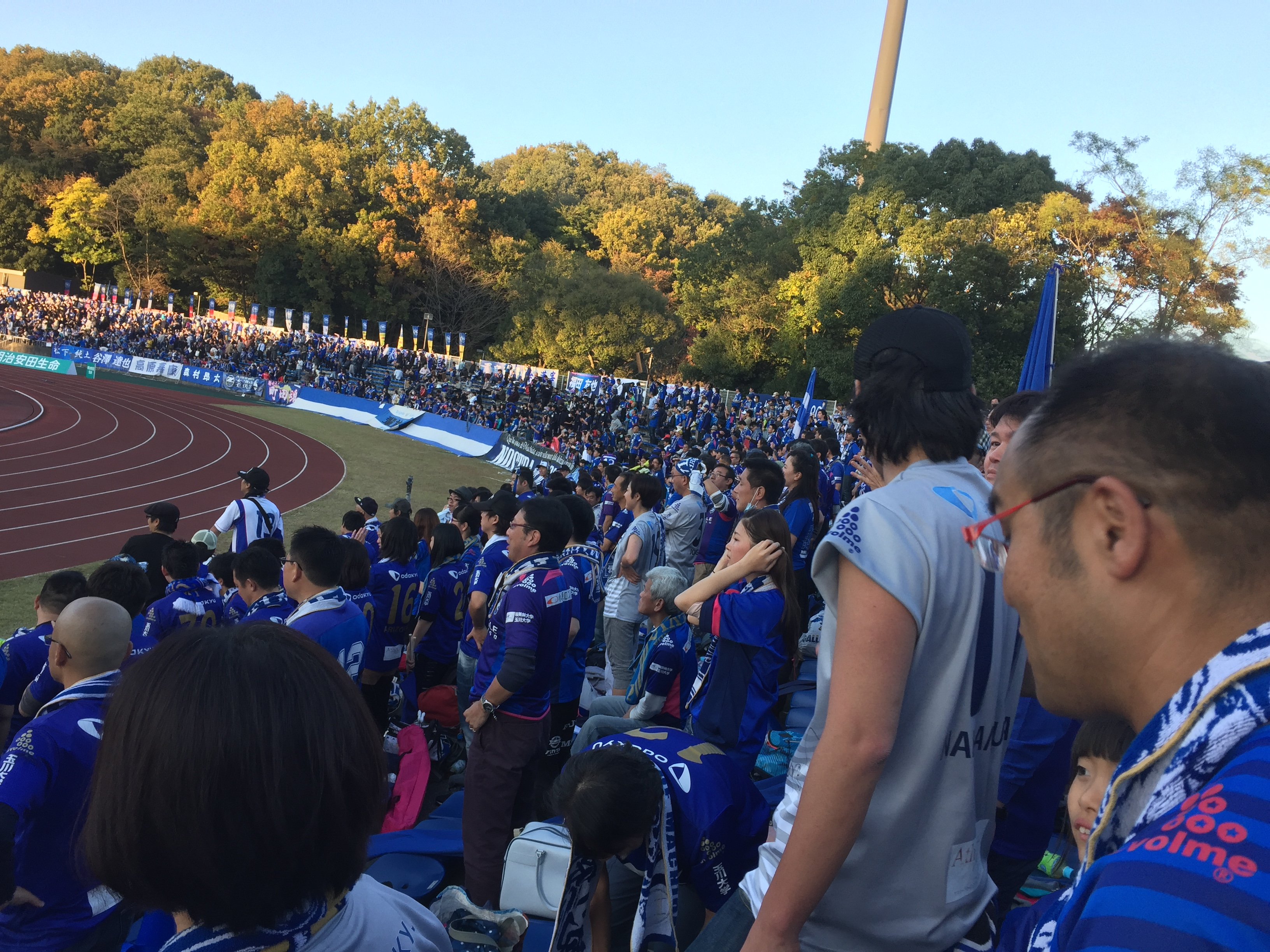
ゴール裏（2016年）
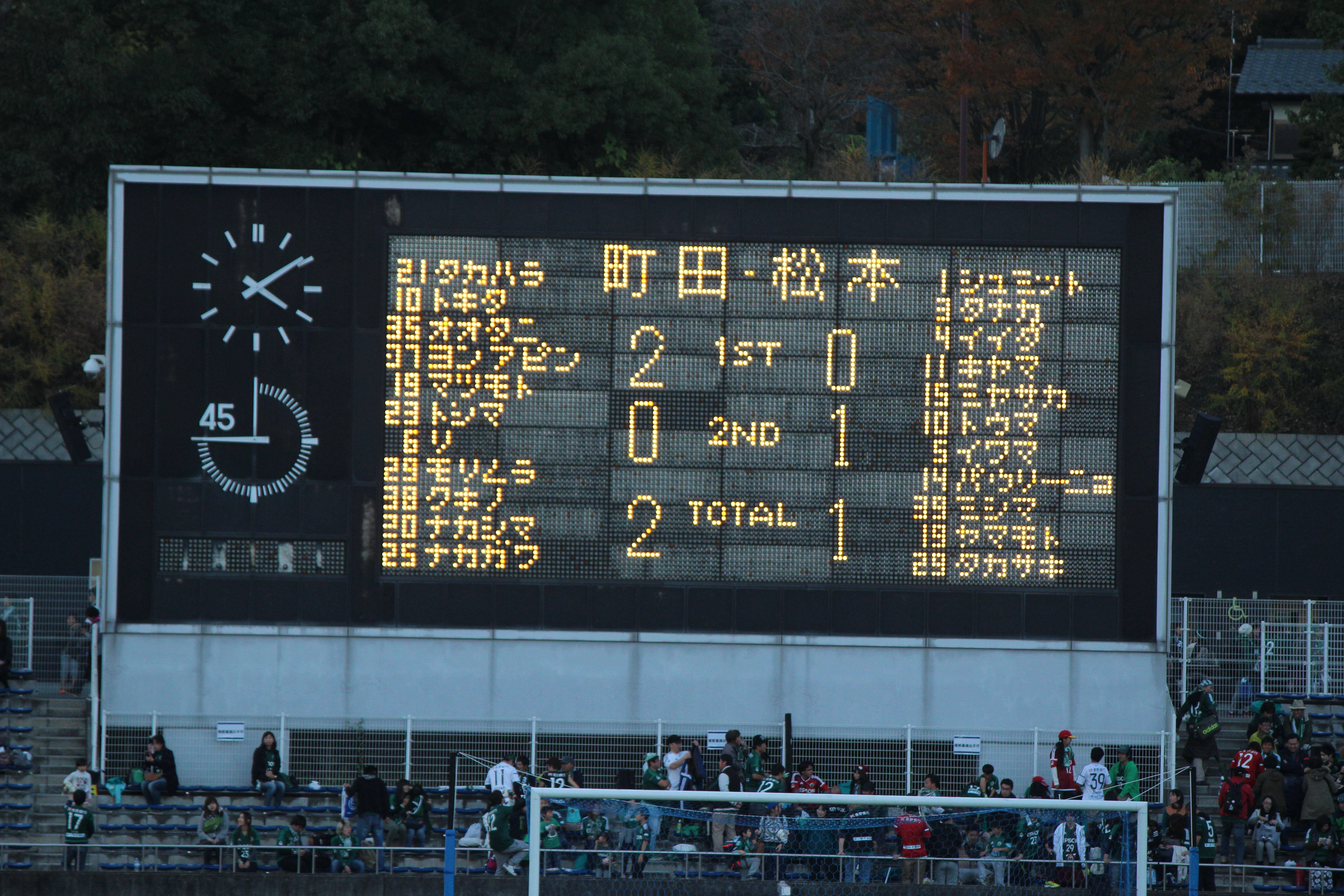
電光掲示板（2017年まで使用）
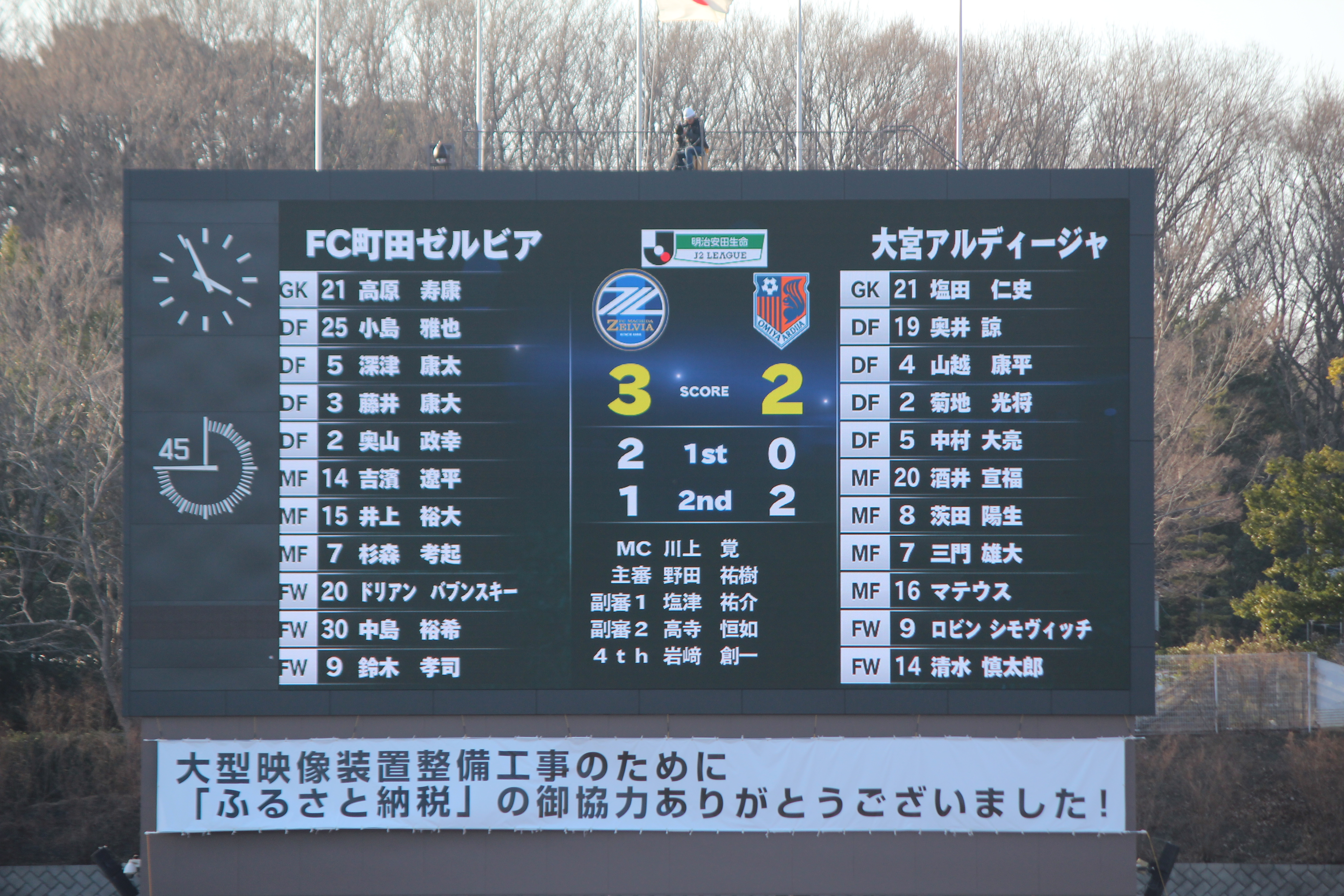
大型映像装置（2018年完成導入）